# Dixville
Dixville est une municipalité du Québec située dans la MRC de Coaticook, dans la région administrative de l'Estrie.

## Toponymie
Elle est nommée en l'honneur de Richard (Dick) Baldwin, l'un des pionniers locaux, qui construisit un moulin et dont le diminutif a donné Dix.

## Histoire
« La municipalité de Dixville telle que nommée aujourd'hui a été créée le 6 septembre 1995, à la suite du regroupement des municipalités du village de Dixville et de Saint-Mathieu-de-Dixville.

## Géographie
Son territoire couvre une superficie de 76,17 kilomètres carrés et sa population totale est de 709 habitants que l'on nomme les Dixvilloises et les Dixvillois ».

## Démographie
| 1991 | 1996 | 2001 | 2006 | 2011 | 2016 | 2021 |
| ---- | ---- | ---- | ---- | ---- | ---- | ---- |
| 796  | 751  | 746  | 685  | 710  | 696  | 732  |

## Administration
Les élections municipales se font en bloc pour le maire et les six conseillers.
| Dixville Maires depuis 2001                                                                                          |                    |         |          |
| Élection | Maire              | Qualité | Résultat |
| 2001 | Réal Ouimette      |         | Voir     |
| 2005 | Réal Ouimette      | Voir    |          |
| 2009 | Réal Ouimette      | Voir    |          |
| 2013 | Martin Saindon     |         | Voir     |
| 2017 | Françoise Bouchard |         | Voir     |
| 2021 | Françoise Bouchard | Voir    |          |
| Élection partielle en italique Depuis 2005, les élections sont simultanées dans toutes les municipalités québécoises |                    |         |          |

## Attraits

### Circuits Découverte
Depuis 2004, Dixville fait partie d'un Circuit Découverte, Lacs et clochers à perte de vue. Mis de l'avant par la Table de concertation culturelle de la MRC de Coaticook, il permet aux visiteurs de découvrir les différents attraits de la municipalité comme ses nombreux clochers et la célèbre maison-frontière qui se retrouve à moitié sur le territoire canadien et à moitié sur le territoire américain.

### La Voie des Pionniers
En juillet 2012, Dixville est gratifiée d'un arrêt du trajet de La Voie des Pionniers. En effet, la Table de concertation culturelle de la MRC de Coaticook, créatrice du projet, a ajouté à son tracé, la silhouette de Bruce Baldwin, entrepreneur important, dont la famille donnera son nom à Baldwin Mills.